# Epipsilia latens
Epipsilia latens là một loài bướm đêm thuộc họ Noctuidae. Nó được tìm thấy ở trung châu Âu, bắc Tây Ban Nha, Apennines, bắc Iran, Thổ Nhĩ Kỳ, Armenia và Kavkaz.
Sải cánh dài 33–36 mm. Con trưởng thành bay từ tháng 6 đến tháng 9.
Ấu trùng ăn các loài Gramineae.

## Phụ loài
- Epipsilia latens latens (Trung Âu, Bắc Tây Ban Nha)
- Epipsilia latens illuminata (Apennines)
- Epipsilia latens hyrcana (Bắc Iran, Thổ Nhĩ Kỳ, Armenia, Caucasus)